# Cathédrale de Tui
Cette  cathédrale n’est pas la seule cathédrale Sainte-Marie.
La cathédrale Sainte-Marie est le principal édifice religieux de la ville de Tui, au sud de la communauté autonome de Galice, en Espagne. Depuis 1959, elle partage le siège du diocèse de Tui-Vigo avec la co-cathédrale de Vigo.
Elle est située dans la partie haute de la ville et intégrée à un ensemble fortifié sur une colline qui domine le Miño.
Elle a ensuite été remaniée à plusieurs reprises, notamment en style gothique comme la façade réalisée vers 1225.

## Historique
Mentionnée la première fois en 1095, dans l'acte de donation des comtes de Galice, Raymond de Bourgogne et Urraque Ire, sa construction a débuté en 1120 et s'est terminée en 1180 en style roman. Elle semble suivre le modèle de la cathédrale de Saint-Jacques-de-Compostelle, avec déambulatoire et transept à trois nefs. De style roman initial, son influence s'est répandue dans toute la région du Minho galicien et portugais où les églises ont conservées les formes décoratives du roman de Tui.

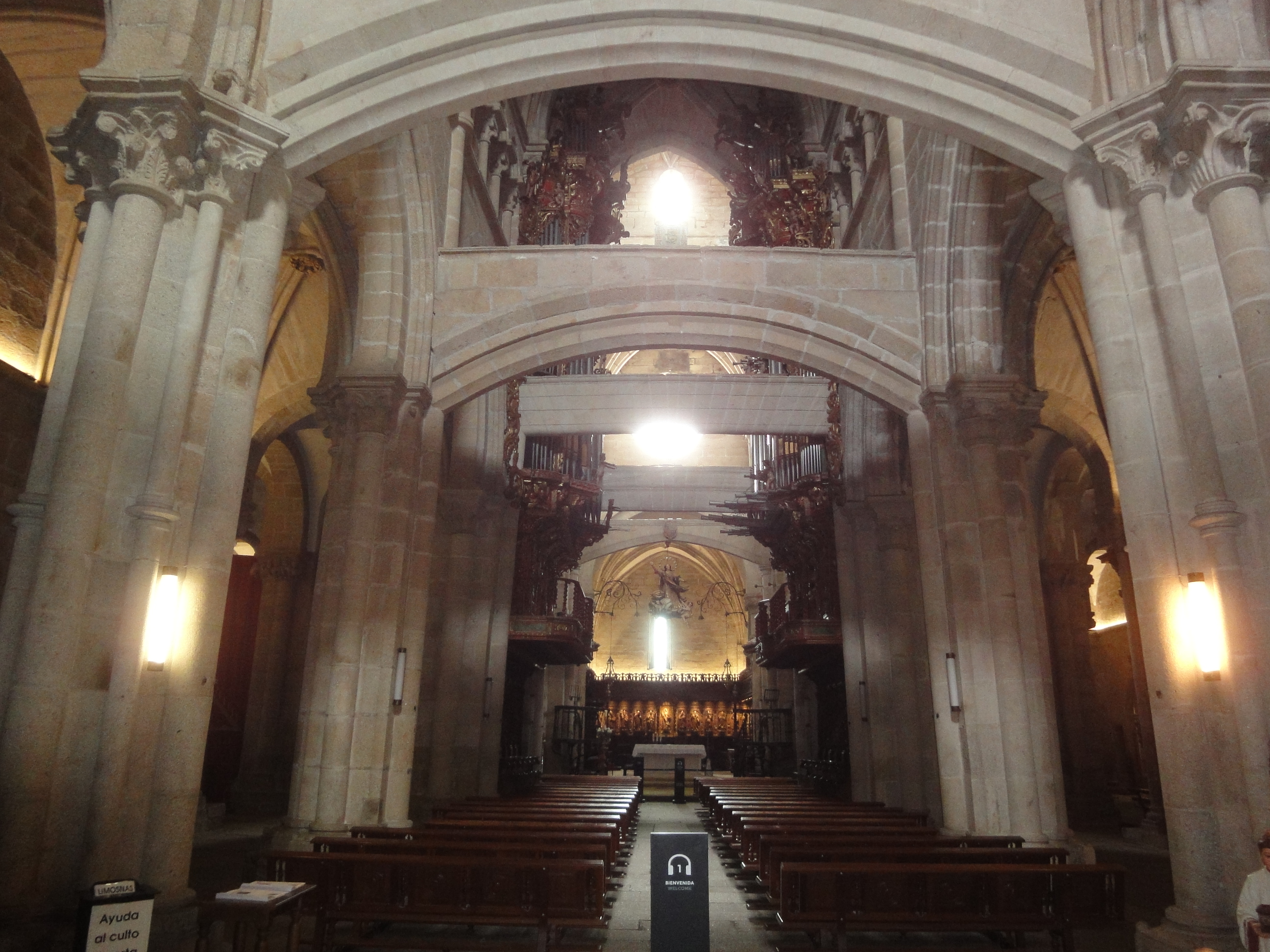
La nef centrale.

Le choix pour l'extérieur a revêtu des formes originales, tant par sa sobriété que par son élégance basée sur des façades libres de volumes et uniquement alternées par l'ensemble des fenêtres romanes. Construite au sommet d'une colline, la cathédrale a l'apparence extérieure d'une forteresse, flanquée de tours. À celle des Cloches, construite au XVe siècle, est accolée, à l'angle, la tour de San Andrés étroitement liée à la famille de l'évêque Juan Fernández de Sotomayor, prédécesseur de Bernard Gui, à l'origine isolée et qui a ensuite été rattachée au reste de l'édifice. L'une des salles de cette tour était autrefois la salle capitulaire. On peut également voir, dans la partie sud de l'édifice, ce qui reste du palais de l'évêque de Tui et de Ciudad Rodrigo, Diego de Muros, un bon exemple d'architecture gothique civile. Les tours du transept seront démontées au XVIIIe siècle, seul le clocher subsistant.

## Source
- (es) Cet article est partiellement ou en totalité issu de l’article de Wikipédia en espagnol intitulé « Catedral de Santa María de Tuy » (voir la liste des auteurs).